# Sanetschhore
Le Sanetschhore, aussi appelé mont Brun et Sanetschhorn en allemand, est un sommet des Alpes bernoises en Suisse. Culminant à 2 924 mètres d'altitude, il se trouve à la frontière entre les cantons de Berne et Valais. Le Sanetschhore domine le col du Sanetsch.

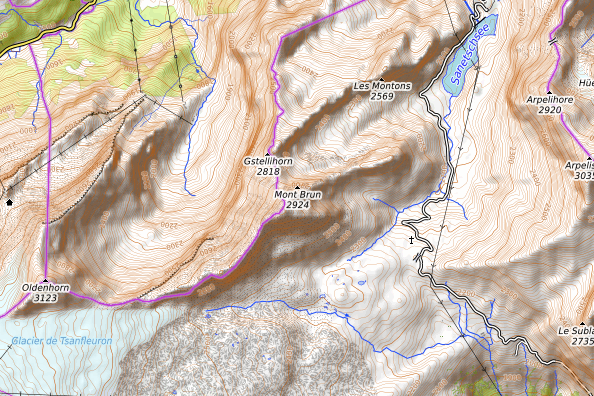
Carte topographique du Sanetschhore.